# Капљув
Капљув је насељено место у општини Цетинград, на Кордуну, Карловачка жупанија, Република Хрватска.

## Географија
Капљув се налази око 7,5 км југозападно од Цетинграда.

## Историја
Капљув се од распада Југославије до августа 1995. године налазио у Републици Српској Крајини. До 1991. био је у саставу насељеног места Цетински Варош, а од 2001. је самостално насеље. До територијалне реорганизације у Хрватској налазио се у саставу бивше велике општине Слуњ.

## Становништво
Према попису становништва из 2011. године, насеље Капљув је имало 31 становника.

### Број становника по пописима
| Демографија | Демографија | Демографија |
| Година      | Становника  | Становника  |
| ----------- | ----------- | ----------- |
| 1857.       | 229         |             |
| 1900.       | 243         |             |
| 1910.       | 216         |             |
| 1921.       | 172         |             |
| 1931.       | 187         |             |
| 1948.       | 187         |             |
| 1953.       | 183         |             |
| 1961.       | 186         |             |
| 1971.       | 177         |             |
| 1981.       | 0           |             |
| 1991.       | 0           |             |
| 2001.       | 34          |             |
| 2011.       |             | 31          |

- напомене:

У 2001. настало издвајањем из насеља Цетински Варош. Као део насеља исказивано 1857. и од 1900. Од 1869. до 1890. те 1981. и 1991. подаци садржани у насељу Цетински Варош.